# Maplescombe
Maplescombe est un hameau situé près de la civil parish de West Kingsdown, dans le district de Svenoaks, dans le comté du Kent.

## Lieu
Il est à environ huit miles au nord-est de la ville de Sevenoaks et à proximité du grand village de Kemsing et à un demi-mile environ du village de West Kingsdown.

## Transports
Pour le transport il y a les routes A20 et A225, et aussi les autoroutes M20, M26 et M25 à proximité, il a donc une connexion routière raisonnable. La gare la plus proche est la gare de Otford, à environ quatre miles.